# Руанда на летних Олимпийских играх 2016
Руанда на летних Олимпийских играх 2016 года будет представлена как минимум в трёх видах спорта.

## Состав сборной
Велоспорт
 Шоссейный велоспорт
1. Адриен Нионшути

 Маунтинбайк
1. Натан Бюкусенге

 Лёгкая атлетика
1. Амбруаз Увирагийе
2. Клодетт Мукасакинди
3. Саломе Ньирарукундо

 Плавание
1. Элой Иманирагуа
2. Джоанна Умурунги

## Результаты соревнований

### Велоспорт

#### Шоссейный велоспорт
Мужчины
| Соревнование    | Спортсмены      | Время | Место | Отставание |
| --------------- | --------------- | ----- | ----- | ---------- |
| групповая гонка | Адриен Нионшути | DNF   | DNF   | DNF        |

#### Маунтинбайк
Мужчины
| Соревнование | Спортсмены      | Время | Место | Отставание |
| ------------ | --------------- | ----- | ----- | ---------- |
| кросс-кантри | Натан Бюкусенге |       |       |            |

### Водные виды спорта

#### Плавание
В следующий раунд на каждой дистанции проходят спортсмены, показавшие лучший результат, независимо от места, занятого в своём заплыве.
Мужчины
| Дистанция                | Спортсмены      | Предварительный раунд | Предварительный раунд | Предварительный раунд | Полуфинал | Полуфинал | Полуфинал | Финал     | Финал |
| Дистанция                | Спортсмены      | Заплыв                | Результат             | Место                 | Заплыв    | Результат | Место     | Результат | Место |
| ------------------------ | --------------- | --------------------- | --------------------- | --------------------- | --------- | --------- | --------- | --------- | ----- |
| 50 метров вольным стилем | Элой Иманирагуа |                       |                       |                       |           |           |           |           |       |

Женщины
| Дистанция              | Спортсмены       | Предварительный раунд | Предварительный раунд | Предварительный раунд | Полуфинал             | Полуфинал             | Полуфинал             | Финал                 | Финал                 |
| Дистанция              | Спортсмены       | Заплыв                | Результат             | Место                 | Заплыв                | Результат             | Место                 | Результат             | Место                 |
| ---------------------- | ---------------- | --------------------- | --------------------- | --------------------- | --------------------- | --------------------- | --------------------- | --------------------- | --------------------- |
| 100 метров баттерфляем | Джоанна Умурунги | 1                     | 1:11,92               | 43                    | Завершила выступление | Завершила выступление | Завершила выступление | Завершила выступление | Завершила выступление |

### Лёгкая атлетика
Мужчины
Шоссейные дисциплины
| Дисциплина | Спортсмен         | Время | Место | Отставание |
| ---------- | ----------------- | ----- | ----- | ---------- |
| марафон    | Амбруаз Увирагийе |       |       |            |

Женщины
Беговые дисциплины
| Дисциплина           | Спортсмен           | Предварительный раунд | Предварительный раунд | Предварительный раунд | Четвертьфиналы | Четвертьфиналы | Четвертьфиналы | Полуфиналы    | Полуфиналы    | Полуфиналы    | Финал | Финал |
| Дисциплина           | Спортсмен           | Забег                 | Время                 | Место                 | Забег          | Время          | Место          | Забег         | Время         | Место         | Время | Место |
| -------------------- | ------------------- | --------------------- | --------------------- | --------------------- | -------------- | -------------- | -------------- | ------------- | ------------- | ------------- | ----- | ----- |
| бег на 10 000 метров | Саломе Ньирарукундо | не проводится         | не проводится         | не проводится         | не проводится  | не проводится  | не проводится  | не проводится | не проводится | не проводится |       |       |

Шоссейные дисциплины
| Дисциплина | Спортсмен           | Время | Место | Отставание |
| ---------- | ------------------- | ----- | ----- | ---------- |
| марафон    | Клодетт Мукасакинди |       |       |            |